# Nias Island
Nias Island är en ö i Kanada.   Den ligger i territoriet Nunavut, i den östra delen av landet, 2 300 km norr om huvudstaden Ottawa. Arean är 6,5 kvadratkilometer.
Terrängen på Nias Island är lite kuperad. Öns högsta punkt är 193 meter över havet. Den sträcker sig 3,1 kilometer i nord-sydlig riktning, och 3,9 kilometer i öst-västlig riktning.
Trakten runt Nias Island är nära nog obefolkad, med mindre än två invånare per kvadratkilometer.